# 結婚しようよ (映画)
『結婚しようよ』（けっこんしようよ）は、2008年公開の日本映画。佐々部清監督。
同名の楽曲を含め、監督の佐々部がファンである吉田拓郎の楽曲が全編にわたって使用されている。

## 登場人物
- 香取卓(52) - 三宅裕司
- 香取幸子(51) - 真野響子
- 香取詩織(22) - 藤澤恵麻
- 香取歌織(20) - AYAKO（中ノ森BAND）
- 木村充(24) - 金井勇太
- 丸山勉(50) - モト冬樹
- 榊健太郎(52) - 岩城滉一
- 菊島喜一(63) - 松方弘樹
- 菊島靖代(61) - 入江若葉
- 松本洋平(50) - 田山涼成
- カオリ＆スリーキャンディーズ

ユッコ(20) - YUCCO（中ノ森BAND）
シナモン(20) - SHINAMON（中ノ森BAND）
チータ(20) - CHEETA（中ノ森BAND）
- ストリートバンド - ガガガSP
- コンビニの店長 - 波田陽区

## 劇中使用楽曲
- 恋唄
- 落陽
- 今日までそして明日から
- 言葉
- 明日に向って走れ
- 結婚しようよ
- おやじの唄
- 人生を語らず
- イメージの詩
- 風になりたい
- 春だったね
- やさしい悪魔
- ある雨の日の情景
- 人間なんて
- 花嫁になる君に
- こっちを向いてくれ
- アン・ドゥ・トロワ
- 祭りのあと
- 旅の宿
- 襟裳岬
- 制服

- インストゥルメンタル - 石川鷹彦
- アレンジ - 中ノ森BAND&伊藤心太郎

## スタッフ
- 監督 - 佐々部清
- 脚本 - 寺崎かなめ、市倉久央、佐々部清
- 映像・音源使用協力 - NHKエンタープライズ、インペリアルレコード、ソニー・ミュージックダイレクト、フォーライフミュージックエンタテイメント、エレックレコード、ビクターエンタテインメント、ユイソングス、フジパシフィックミュージック、渡辺音楽出版、浅井音楽出版
- フードコーディネーター - 飯島奈美
- スタジオ - 東映東京撮影所
- プロデューサー - 臼井正明、渋谷保幸
- 企画プロデュース - 市倉久央、青木薫、大原耕人
- 製作者 - 高瀬哲、松本洋一
- 配給 - 松竹
- 制作プロダクション - 葵プロモーション、シネムーブ
- 製作 - 「結婚しようよ」フィルムパートナーズ（葵プロモーション、ポニーキャニオン、セガ、電通、IMAGICA、中央映画貿易、衛星劇場、シネムーブ）